# Flottille 12F
La Flotiglia 12F (in francese: Flottille 12F) è un'unità aerea imbarcata dell'Aéronautique navale, istituita a Hyères Le Palyvestre (Tolone) il 1° agosto 1948.
Attualmente ha sede presso la base navale di Landivisiau, in Bretagna, ed è equipaggiata con i caccia multiruolo francese Dassault Rafale.
La flottille 12F e la sua sorella, la flottiglia 11F e anch'essa operativa sui Rafale, sono le uniche unità di aviazione navale al mondo a implementare una capacità di attacco nucleare come parte della componente Force Aéronavale Nucléaire (FANu) delle forze nucleari francesi.

## Storia
La Flottille 12F venne creata il 1º agosto 1948 presso la base dell'aviazione navale di Hyères Le Palyvestre, situata vicino a Tolone. Equipaggiato inizialmente con il britannico Supermarine Seafire, venne sostituito nell'aprile del 1950 dall'americano Grumman F6F Hellcat. Durante la guerra in Indocina l'unità fu dispiegata tra il settembre 1952 e il giugno 1953. Ritornato dalla missione venne convertito al Chance Vought F4U-7 Corsair, per poi ritornare nel 1955 in Indocina per alcuni mesi. Successivamente, nel maggio del 1956, prese parte alle operazioni nell'Algeria francese. Durante la guerra d'Algeria l'unità fu impegnata, tra le tante missioni che compì, nel bombardamento di Sakiet Sidi Youssef, in Tunisia, avvenuto l'8 febbraio 1958. Durante la guerra l'unità perse accidentalmente diversi aerei e, il 30 agosto 1957, l'unico Corsair abbattuto dal nemico.
L'unità venne inizialmente sciolta il 1º agosto 1963, ma pochi mesi dopo, il 15 ottobre 1964 venne riattivata presso la base aerea di Lann-Bihoué ed equipaggiata con i nuovi Vought F-8(FN) Crusader (che mantenne per ben 34 anni). La flottiglia, nell'agosto del 1968, si stabilì presso la base aerea di Landivisiau, partecipando successivamente a varie operazioni esterne, in particolare durante l'indipendenza del Gibuti, in Libano e a sostegno dell'UNPROFOR nell'ex Jugoslavia.
Il 12F fu nuovamente sciolto il 15 dicembre 1999, durante il ritiro degli ultimi 12 Crusader, per poi essere riattivato il 18 maggio 2001 per ricevere il primo Rafale consegnato all'aviazione navale francese. Dal 2001 l'unità opera sulla portaerei nucleare Charles-de-Gaulle, iniziando la collaborazione durante l'operazione Heracles nell'Oceano Indiano, venendo poi dichiarata operativa il 25 giugno 2004, dopo tre anni di sperimentazione e sviluppo. I Rafale della 12F presero parte alle missioni di supporto aereo ravvicinato in Afghanistan dal marzo 2007, effettuando il primo vero lancio di bombe con questo velivolo pochi giorni dopo.
L'11 novembre 2011 il suo gagliardetto venne decorato con la croce al valor militare con palma per la sua partecipazione alle operazioni Licorne (Costa d'Avorio) e Pamir (Afghanistan).
Nell'ottobre 2017, quattro Dassault Rafale M delle flottiglie 11F e 12F vennero inviati alla prevista base aerea Prince-Hassan (BAP) in Giordania, come parte dell'operazione Chammal.

## Comandanti
Lista di comandanti della Flottille 12F con relativa data di assunzione del comando:
1. Lieutenant de vaisseau Antoine Sanguinetti: 1 agosto 1948;
2. Lieutenant de vaisseau François Schloesing: 2 agosto 1950;
3. Lieutenant de vaisseau Roger Vercken: 5 febbraio 1952;
4. Lieutenant de vaisseau André Barnouin: 11 aprile 1952;
5. Lieutenant de vaisseau Roger Vercken: 4 luglio 1952;
6. Lieutenant de vaisseau André Tarze: 19 novembre 1953;
7. Lieutenant de vaisseau Bernard Besse: 14 dicembre 1955;
8. Lieutenant de vaisseau Bernard Caneau: 16 dicembre 1957;
9. Lieutenant de vaisseau Alain Beauchard: 20 dicembre 1959;
10. Lieutenant de vaisseau Bernard Bachelot: 17 febbraio 1960;
11. Lieutenant de vaisseau Francis Jacobi: 21 gennaio 1961;
12. Lieutenant de vaisseau Guy Hamel de Monchenault: 6 agosto 1962;

1ª disattivazione
1. Lieutenant de vaisseau Dominique Lefebvre: 15 ottobre 1964;
2. Lieutenant de vaisseau Hervé Le Pichon: 31 maggio 1966;
3. Lieutenant de vaisseau Michel Regnault: 1 luglio 1968;
4. Lieutenant de vaisseau Pierre Argouse: 1 aprile 1970;
5. Lieutenant de vaisseau Bernard Birot: 8 settembre 1971;
6. Capitaine de corvette Louis Sermier: 28 marzo 1973;
7. Lieutenant de vaisseau Claude Gaucherand: 12 settembre 1974;
8. Lieutenant de vaisseau Alain Witrand: 28 giugno 1976;
9. Lieutenant de vaisseau Henri Fourreaux: 11 settembre 1977;
10. Lieutenant de vaisseau Adolphe de Balmann: 17 agosto 1979;
11. Lieutenant de vaisseau Georges Deniel: 31 agosto 1981;
12. Capitaine de corvette Josselin Arnault de Guenyveau: 27 giugno 1983;
13. Capitaine de corvette Serge Hébert: 26 giugno 1985;
14. Capitaine de corvette Jacques Bresson: 8 giugno 1988;
15. Capitaine de frégate Bruno Faugeron: 5 ottobre 1990;
16. Capitaine de corvette Jean-Marc Gerbier: 18 febbraio 1992;
17. Capitaine de corvette Alain Levieux: 14 dicembre 1993;
18. Capitaine de corvette Roland Alech: 4 giugno 1996;
19. Capitaine de frégate Antoine Guillot: 18 giugno 1998;

2ª disattivazione
1. Capitaine de frégate Denis Planchon: 18 maggio 2001;
2. Capitaine de corvette Pierre Vandier: 15 luglio 2002;
3. Capitaine de frégate Pierre Gottis: 2 luglio 2004;
4. Capitaine de frégate Jérôme Puech: 5 gennaio 2006;
5. Capitaine de frégate Fabrice Valette: 5 luglio 2007;
6. Capitaine de frégate Pascal Cassan: 23 settembre 2008;
7. Capitaine de frégate Bertrand Lepoutre: 24 giugno 2010;
8. Capitaine de frégate Jean Judde Delarivière: 19 settembre 2011;

## Basi

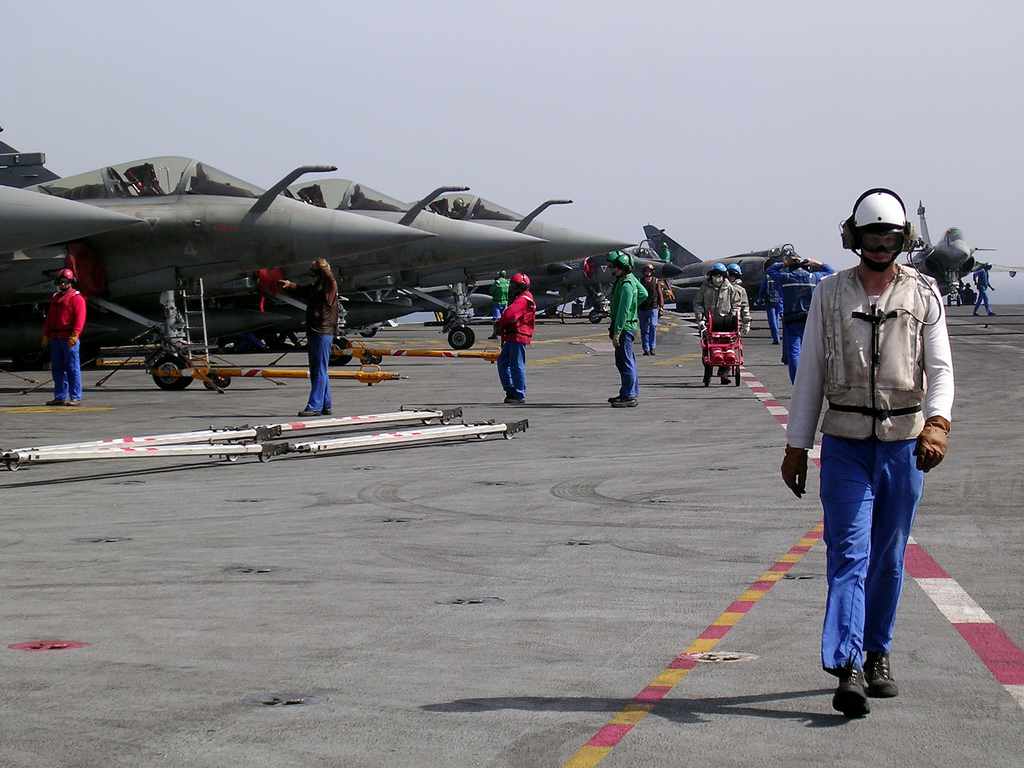
Rafale della Flottille 12F sul ponte di volo della Charles de Gaulle, aprile 2007.

- BAN Hyères Le Palyvestre (dall'agosto 1948 all'agosto 1953)
- BAN Karouba (dall'agosto 1953 al novembre 1953)
- BAN Hyères Le Palyvestre (dal novembre 1953 al marzo 1955)
- Portaerei La Fayette (dall'aprile 1955 al maggio 1955)
- Portaerei Bois-Belleau (dal giugno 1955 al dicembre 1955)
- BAN Karouba (dal dicembre 1955 al luglio 1963)
- BAN Lann-Bihoué (dall'ottobre 1964 al luglio 1968)
- BAN Landivisiau (dall'agosto 1968 al dicembre 1999)
- Base aérienne 125 Istres-Le Tubé (dal giugno 2000 al dicembre 2000)
- BAN Landivisiau (dal dicembre 2000)
- Portaerei nucleare Charles-de-Gaulle (dal 2001)

## Aeromobili utilizzati
- Supermarine Seafire (dall'agosto 1948 al marzo 1950)
- Grumman F6F Hellcat (dall'aprile 1950 al giugno 1953)
- Chance Vought F4U-7 Corsair (dal giugno 1953 all'agosto 1963)
- Vought F-8(FN) Crusader (dal marzo 1965 al dicembre 1999)
- Dassault Rafale (dal maggio 2001)

## Galleria d'immagini

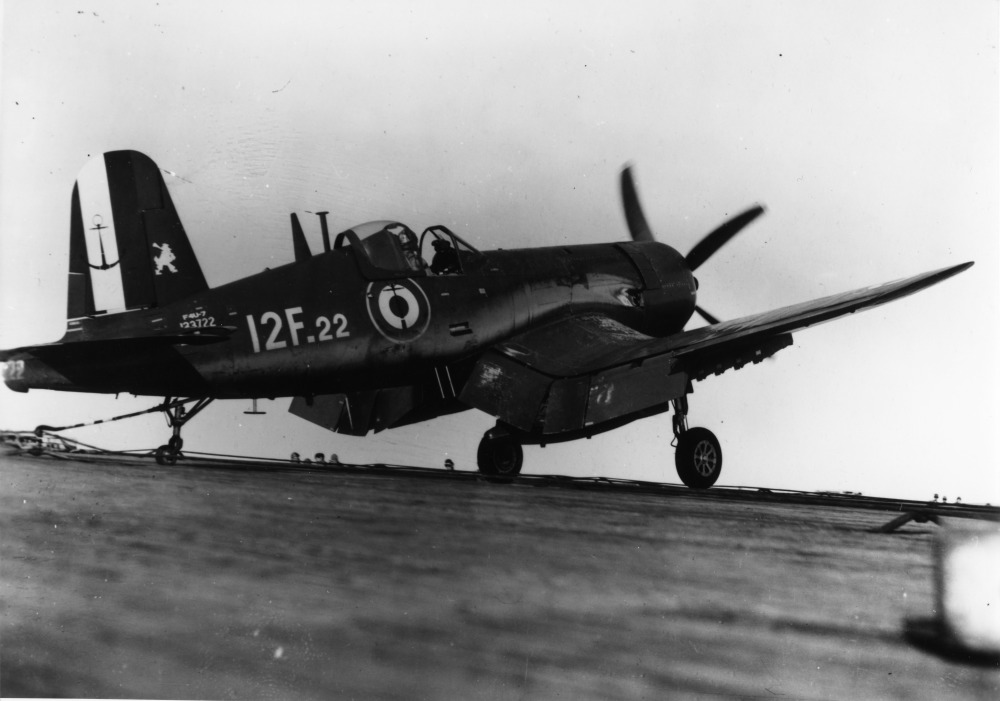
Un F4U-7 Corsair della Flottille 12F.
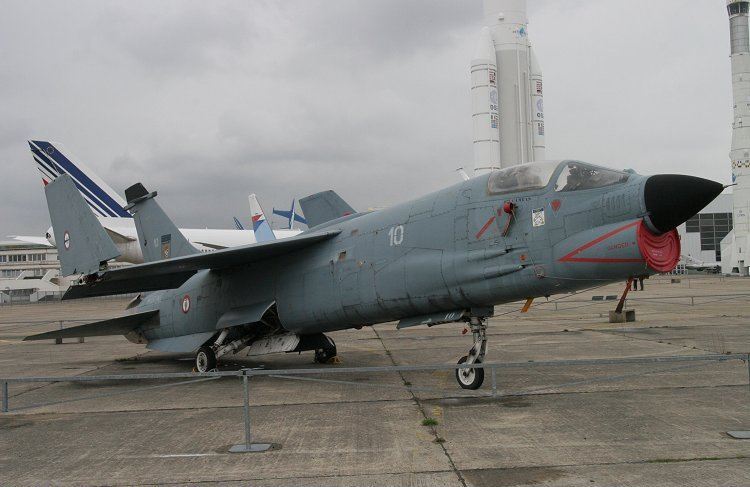
Un F-8(FN) Crusader della Flottille 12F al musée de l'Air et de l'Espace di Bourget.
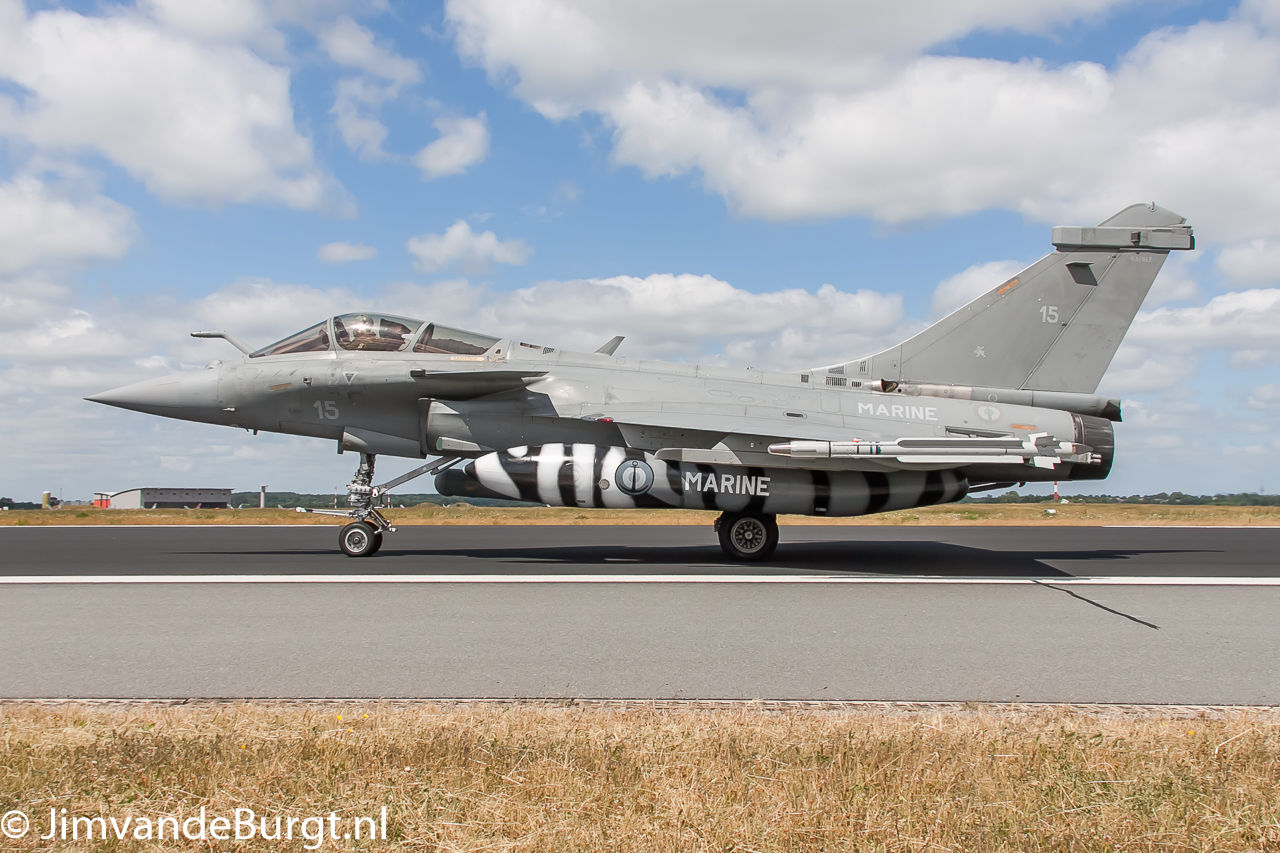
Un Rafale M del 12F alla base aerea di Schleswig nel 2014.
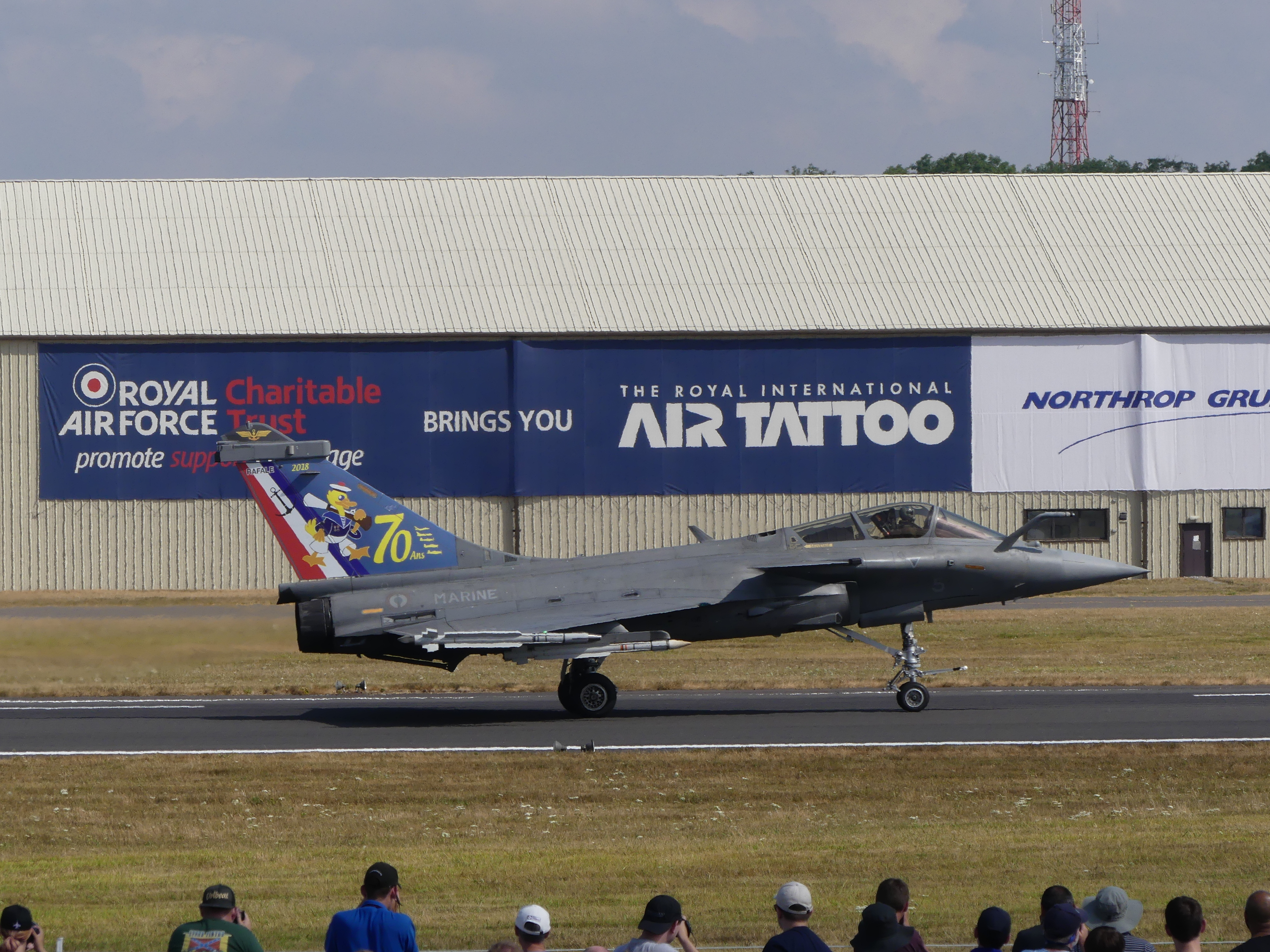
Un Rafale M del 12F al RIAT 2018 in livrea speciale per i 70 anni dell'unità.
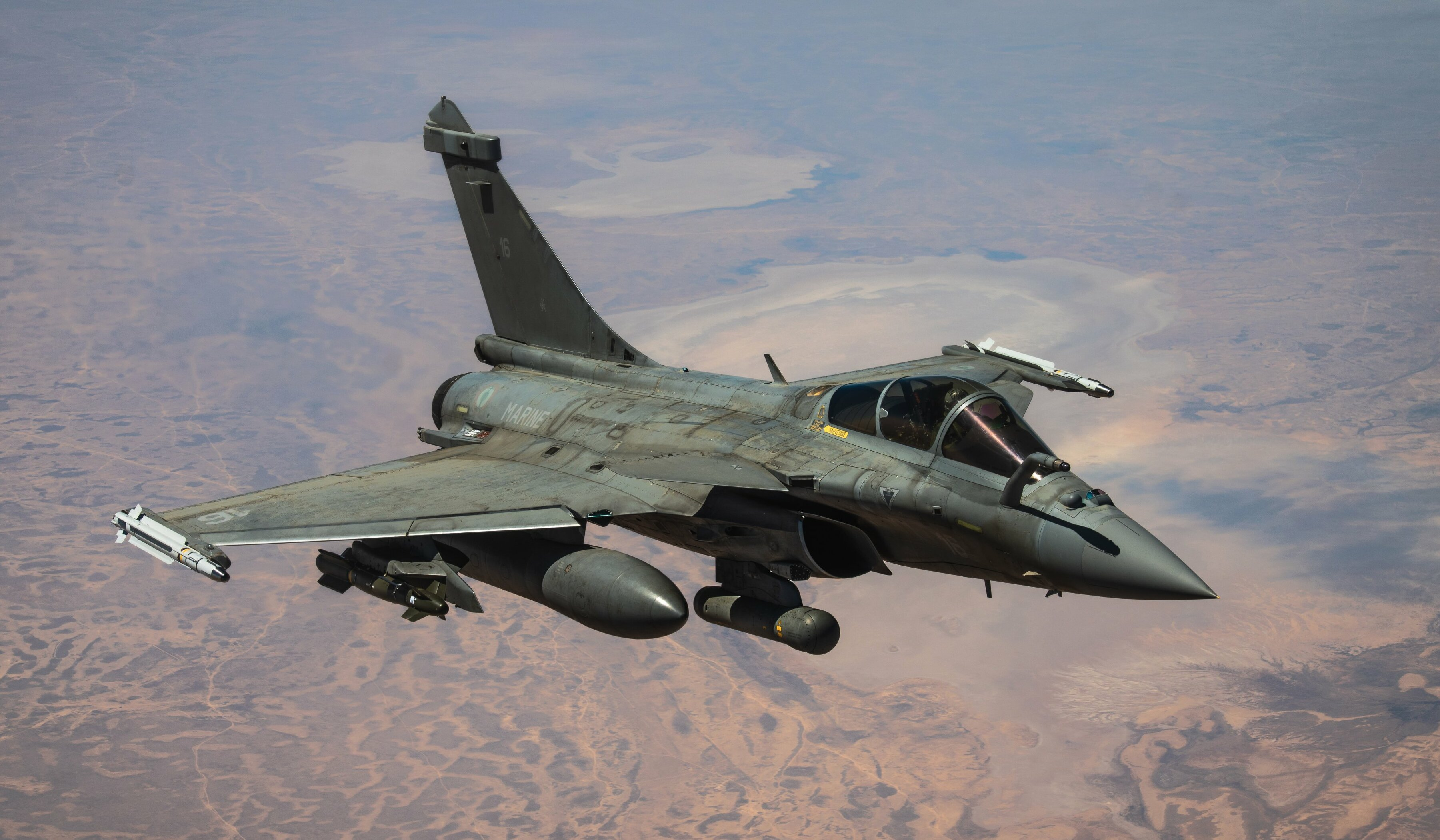
Un Rafale M del 12F nel 2021 in missione in Medio Oriente contro il Daesh.